# شيك إت أوف (أغنية تايلور سويفت)
تعديل مصدري - تعديل  
شيك إت أوف (بالإنجليزية: Shake It Off)‏ هي أغنية للمغنية الأمريكية تايلور سويفت مِن ألبومها الخامس 1989. كتبتها سويفت إلى جانب المنتجيّن ماكس مارتن وشيلباك. تُمثل الأغنية رحيل تايلور سويفت عن أسلوبها المعهود بالموسيقية الرّيفية (الكونتري). أغنية «شيك إت أوف» هي سادس أغنية في الألبوم كما أنها أول أغنية منفردة تصدرها تايلور سويفت عن الألبوم. أُطلِقتْ الأغنية في 18 أغسطس 2014 إلى جانب الفيديو كليب المُصاحب لها والذي احتل لاحقاً المركز الخامس ضمن قائمة مقاطع فيديو يوتيوب الأكثر مشاهدة حيث فاقت أعداد مشاهدته المليار مشاهدة. باتتْ الأغنية مُتاحة للتحميل الرقمي بعد ساعات من إطلاقها.
تلقتْ أغنية «شيك إت أوف» آراء إيجابية من النقاد الذين أثنوا على نوعية الموسيقى في حين أن النقاد تفاوتوا في آراءهم حول فيديو الأغنية. احتلت الأغنية المركز الأول على قائمة بيلبورد وفازت بجائزة الأغنية المفضلة في حفل جوائز بيبول تشويس كما ترشحت لثلاث جوائز غرامي هي جائزة أسطوانة العام وجائزة أغنية العام وجائزة أفضل أداء مُنفرد لفئة البوب.

## تركيبة الأغنية
أغنية شيك إت أوف (Shake It Off) مِن كتابة تايلور سويفت وماكس مارتن وشيلباك ومِن إنتاج ماكس مارتن وشيلباك. مدة الأغنية 3 دقائق و39 ثانية. موسيقياً فإن الأغنية تُصنف كأغنية بوب كما إنها تتضمن عزفاً على الساكسفون. قام كاتبٌ في موزيك تايمز بمقارنة الأغنية بأغنية «هابي» للمغني الأمريكي فاريل ويليامز.
كلمات الأغنية مُكرسة للسخرية مِن مَن يكرهون تايلور سويفت حيث تقول سويفت ‘‘لقد تعلمتُ درساً قاسياً مفاده أن الناس سيقولون ما يشاؤن عنّا في أي وقت ونحن لا نستطيع التحكم في ذلك. كل ما نستطيع التحكم به هو ردة فعلنا على ذلك.’’ كما صرّختْ سويفت لمجلة رولينغ ستون قائلة:
‘‘إن كل جانب من حياتي يُفحص بدقة: خياراتي، أفعالي، كلامي، جسمي، أسلوبي، أغنياتي. عندما تعيش حياتك تحت هذا التدقيق الإعلامي فإنك إما أن تترك ذلك ليُحطّمك أو أن تُصبح ماهراً في تفادي الضربات... وعندها تتمكن من التعامل معها. وأظن أن طريقتي في التعامل معها هي أن أنفضها عني.’’
تحدثتْ تايلور سويفت في مقابلة في أكتوبر 2014 عن الرسالة التي تحملها الأغنية وعلاقتها بأغنية سابقة قائلة:
‘‘أردتُ أن أسخر من كل الناس الذين يُزعجونني عن طريق أغنية «شيك إت أوف». هناك أغنية كتبتها قبل بضعة سنوات تُدعى «لئيم (Mean)» حيث تناولتّ نفس الموضوع لكن من منظور مختلف. يقول مقطع الأغنية الرئيسيّ ‘‘لِمَ أنت لئيمٌ هكذا؟’’ وكأنني أتحدث من وجهة نظر الضحية حيث يتعامل معظم الناس مع التنمّر والنميمة كأنهم ضحايا غير أنني في السنوات التي تلَت تلك أغنية أصبحتُ أسخر من كل ما يُقال عنّي من سلبيات. أعتقد بأنه من المهم أن تُدرك ما يقوله الناس عنك لكن الأهم هو ألا تنسى حقيقة من تكون’’.

## آراء النقاد
تلقتْ «شيك إت أوف» آراء إيجابية من النقاد عموماً. أعطتْ آليس فينست الكاتبة في صحيفة ديلي تيلغراف مراجعة إيجابية للأغنية ووصفتها بأنها ‘‘سريعة الإيقاع’’ و‘‘سهلة الحفظ’’. أيضاً وصفتْ مولي فيتزباتريك الكاتبة في صحيفة الغارديان الأغنية بأنها سريعة الحفظ لكنها قالت أن الأغنية لا تُظهر مهارة سويفت في الكتابة. كَتَبَ راندال روبرتس في لوس أنجلوس تايمز بأن الأغنية ‘‘أفضل تحوّل لموسيقى البوب’’. كَتَبَ كيفن فالون في ذا ديلي بيست أن ‘‘الاتجاه الجديد لموسيقى تايلور سويفت يُرثى له.’’ لكنه اعترف بأن أغنية «شيك إت أوف» أغنية بوب ‘‘رائعة’’ وقال أن ما يُميّز الأغنية كونها ‘‘غيّر شخصيّة، على الأقل بالمقارنة بأعمال سويفت السابقة’’ علّق كيفن فالون على تحول سويفت لموسيقى البوب قائلاً أنها ‘‘تخلّت عن موسيقاها المميزة’’.

## فيديو كليب
الفيديو كليب من إخراج مارك رومانيك وجرى إطلاقه مع الأغنية في 18 أغسطس 2014 وصُوّر في يونيو 2014 خلال ثلاث أيام. تايلور سويفت تحدّثت عن تصوير الفيديو قائلة:
‘‘لقد كان ذلك ممتعاً جداً. كنتُ أستيقظ كل يوم وأنا أتوق للوصول إلى استديو التصوير. كان الراقصون يحاولون طوال الوقت تعليمي حركاتهم.’’
يُظهر الفيديو تايلور سويفت ترقص بأسلوبها الخاص وسط راقصين محترفين الذي كان من بينهم راقصوا الهيب هوب وراقصات الباليه. في النهاية تظهر سويفت راقصة مع معجبيها الذين اختارتهم عبر إنستغرام وتويتر ورسائلها الخاصة.
لاحظ النقاد إشارة الفيديو للمغنيّتان الأمريكيتان لايدي غاغا وغوين ستيفاني غير أن الفيديو تلقى آراء متفاوتة بين النقاد حيث رأى البعض أنه ممتع ورأى البعض الآخر أنه مبتذل. وصفه براين مانسفيلد في صحيفة شيكاغو تايمز بـ‘‘المرح’’. انتقدت هيتفكس توقيت عرض الفيديو حيث تزامن عرضه مع الاحتجاجات في مدينة فيرغسون الأمريكية.
مع حلول اب من عام 2017 كان الفيديو قد وصل إلى أكثر من 2 مليار و300 مليون مشاهدة على يوتيوب ليحتل بذلك المركز سابع ضمن قائمة مقاطع فيديو يوتيوب الأكثر مشاهدة.

## جوائز
فازت الأغنية بجائزة الأغنية المفضلة في حفل جوائز بيبول تشويس (People's Choice) كما ترشحت لثلاث جوائز غرامي هي جائزة أسطوانة العام وجائزة أغنية العام وجائزة أفضل أداء مُنفرد لفئة البوب.
- تايلور سويفت ــ صوت رئيسي، كاتبة، أصوات ثانوية.
- ماكس مارتن ــ منتج، كاتب، برمجة.
- شيلباك ــ منتج، كاتب، برمجة، عزف غيتار، عزف طُبُول.
- جوناس ثندر ــ عزف ساكسفون.